# Steningehöjden
Steningehöjden är en bebyggelse i Sigtuna kommun belägen norr om Steninge slott och väster om Märsta i Odensala socken. SCB har sedan 2015 för denna bebyggelse och den norr om i Ölsta avgränsat en tätort, namnsatt till Ölsta och Steningehöjden. Efter att ytan på tätorten minskat vid avgränsningen 2023 då småorten Ölsta återuppstått har det officiella namnet återgått till enbart "Steningehöjden". 

## Historia
Trädgårdsstaden Steningehöjden är ett bostadsområde under utbyggnad. När första delen av området är färdigbyggt kommer det att finnas ca 900 bostäder. Fokuset är småskalighet och samspel med naturens utformning. En andra del av Steningehöjden började uppföras 2016, Steninge slottsstad.
Området har fått sitt namn efter närbelägna Steninge slott. På Steningehöjden hittades 2008 den så kallade Sundvedaskatten.
En egen postort, 195 65  Steningehöjden, har upprättats för området.

### Befolkningsutveckling
| Befolkningsutvecklingen i Ölsta och Steningehöjden 2015–2020                                                     | Befolkningsutvecklingen i Ölsta och Steningehöjden 2015–2020 | Befolkningsutvecklingen i Ölsta och Steningehöjden 2015–2020 | Befolkningsutvecklingen i Ölsta och Steningehöjden 2015–2020 | Befolkningsutvecklingen i Ölsta och Steningehöjden 2015–2020 |
| --- | ------------------------------------------------------------ | ------------------------------------------------------------ | ------------------------------------------------------------ | ------------------------------------------------------------ |
| |                                                              |                                                              |                                                              |                                                              |
| År |                                                              |                                                              | Folkmängd                                                    | Areal (ha)                                                   |
| 2015 | 2015                                                         |                                                              | 1 130                                                        | 39                                                           |
| 2020 | 2020                                                         |                                                              | 1 482                                                        | 47                                                           |
| Anm.: Ny tätort 2015, utgjordes tidigare av en småort som 2010 hade 186 invånare på 8 hektar samt småorten Ölsta |                                                              |                                                              |                                                              |                                                              |

## Samhället
Området består av friliggande villor, radhus, kedjehus och flerbostadshus.
Förutom bostadshus har området förskolor, skolor och idrottshall.
I centrum av Steningehöjden finns ett torg.